# 圣安德烈 (帕拉伊巴州)
圣安德烈是巴西帕拉伊巴州的一个市镇。总面积225.166平方公里，总人口2664人，人口密度11.8人/平方公里。